# بنگت اریکسون
بنگت اریکسون (انگلیسی: Bengt Eriksson؛ ۲۲ ژانویه ۱۹۳۱ – ۱۹ نوامبر ۲۰۱۴ (aged 83)) ورزشکار نوردیک ترکیبی اهل سوئد بود.
وی در مسابقات کشوری و بین‌المللی در مجموع برندهٔ ۱ مدال نقره شده‌است.